# Axiorygma nethertoni
Axiorygma nethertoni är en kräftdjursart som beskrevs av Brian Frederick Kensley och Simmons 1988. Axiorygma nethertoni ingår i släktet Axiorygma och familjen Axiidae. Inga underarter finns listade i Catalogue of Life.